# MDPI
MDPI (din engleză Multidisciplinary Digital Publishing Institute) este o editură de reviste/jurnale științifice cu acces liber. Aceasta publică peste 390 de reviste cu acces deschis, care au fost evaluate colegial. MDPI se numără printre cele mai mari edituri din lume în ceea ce privește producția de articole per revistă, și este cel mai mare editor de articole cu acces deschis.